# Bandera de Bolívar (Colombia)
La bandera de Bolívar es un pabellón tricolor de disposición horizontal y sirve como emblema oficial para el departamento colombiano de Bolívar.
La bandera tiene un origen desconocido, aunque se presume en las insignias utilizadas por la Provincia de Cartagena, los cuales fueron heredados a las Provincias Unidas de la Nueva Granada; igualmente las leyes que se refieren a los estandartes del departamento fueron modificados varias veces o se perdieron, por lo que no existe registro sobre la fecha exacta de creación del emblema.
Cuando se creó el Estado de Bolívar en 1857 fue adoptada una nueva bandera; ésta era la misma de Colombia, con el escudo nacional superpuesto en el centro, el cual iba rodeado por un óvalo de color rojo con un lema que llevaba el nombre del Estado en él. Esta norma se utilizó para todos los demás estados de la Unión Colombiana, con la inscripción cambiada por su respectivo nombre. Sin embargo debido a que el país cambió de nombre tres veces entre 1858 y 1863, los emblemas tuvieron que ser readoptados igual número de veces.

En 1886 los Estados Soberanos fueron suprimidos y a partir de ellos fueron creados los departamentos. Es a partir de esta fecha que la bandera amarillo, verde y rojo fue adoptada oficialmente.

## Disposición y significado de los colores
La bandera está conformada por tres franjas horizontales, amarilla en la parte superior, verde en la parte media y roja en la parte inferior, y cada una de ellas con un ancho igual a un tercio de la bandera.
Los colores tienen su propio significado:
- El color amarillo simboliza la riqueza y abundancia, lo que representa el valor histórico y el apoyo económico del departamento.

- El color verde es símbolo de esperanza para el futuro.

- El color rojo simboliza el valor y coraje, y representa la sangre de patriotas derramada en tiempos de guerra.

## Banderas históricas

Bandera del Estado de Bolívar en 1857.
Bandera del Estado de Bolívar en 1863.